# Moondance Alexander
Moondance Alexander är en amerikansk familjefilm från 2007 i regi av Michael Damian efter ett manus av Janeen Damian. Filmen hade biopremiär i Nordamerika den 19 oktober 2007. Handlingen utspelar sig och är inspelad i Okotoks, High River i USA och Calgary, Alberta i Kanada och baseras på faktiska händelser ur Janeen Damians liv. I filmen syns Kay Panabaker som Moondance Alexander och Lori Loughlin som Gelsey Alexander i huvudrollerna. Don Johnson och den olympiska silvermedaljören Sasha Cohen medverkar i biroller.

## Handling
Moondance (Kay Panabaker) upplever svårigheter med sin fars bortgång och sin överbeskyddande mamma (Lori Loughlin). När hon hittar en borttappad pintohäst och upptäcker dess fallenhet för att hoppa, övertygar hon dess ägare Dante Longpre (Don Johnson) att träna den att tävla till en moppshow. Med mycket mer att tänka på måste Moondance oroa sig för att hennes fiende Fiona Hughes (Sasha Cohen) ständigt slår ner henne med sin fina häst Monte Carlo. När de gör ett förvånansvärt bra jobb på utställningen ifrågasätts inte Dante längre om sin förmåga att träna ryttare och hästar. Alla blir chockade när Moondance kommer lika med Fiona, den regerande Bow River Classic-mästaren.

## Rollista
- Kay Panabaker – Moondance Alexander
- Don Johnson – Dante Longpre
- Lori Loughlin – Gelsey Alexander
- James Best – mr McClancy
- Sasha Cohen – Fiona Hughes
- Whitney Sloan – Megan Montgomery
- Joe Norman Shaw – Ben Wilson
- Aedan Tomney – Josh Wilson
- Mimi Gianopulos – Bella
- Landon Liboiron – Freddie